# 3551 Verenia
3551 Verenia este un asteroid din grupul Amor, descoperit pe 12 septembrie 1983 de Scott Dunbar.